# Mario Martinolić
Mario Martinolić (Mali Lošinj, 19. svibnja 1905. – Mali Lošinj, 13. studenoga 1943.), hrvatski antifašist.

## Životopis
Rodio se u skromnoj lošinjskoj obitelji 19. svibnja 1905. godine. Školu je pohađao u Malom Lošinju, a kao čovjek bio je vrlo društven, cijenjen i omiljen među lošinjskim narodom. Završio je mehaničarski zanat. Imao je napredne ideje tako da se već u mladim danima počeo boriti za pravdu i jednakost svakog čovjeka. Zbog svojih je ideja, govora i utjecaja, bio uhićivan i proganjan. Dana 13. studenog 1943. sa skupinom hrvatskih antifašista uputio se prema Rabu. Otok su napali Nijemci, a on je u tom napadu izgubio život u svojoj 38. godini dajući sve od sebe da se lošinjski otok opet sjedini s maticom zemljom Hrvatskom.
Građani Malog Lošinja darovali su njegovo ime svojoj osnovnoj školi kao zalog za sjećanje na svoga rodoljuba i borca, a učenici i djelatnici škole slave svoj praznik - Dan škole upravo na njegov rođendan, 19. svibnja svake godine.